# Brixton Road

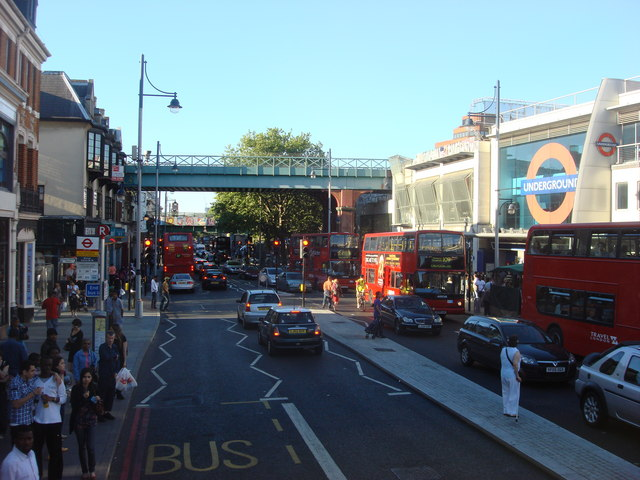
Brixton Road, mirando hacia el norte

Brixton Road es una carretera en el municipio de Lambeth (al sur de Londres, Inglaterra), que va desde la estación de Oval en Kennington a Brixton, donde se forma la calle principal y luego se bifurca en Effra Road y Brixton Hill en la iglesia de Saint Matthew en el cruce con Acre Lane y Coldharbour Lane. El Mercado de Brixton (Brixton Market) está ubicado en la Avenida Electric (Electric Avenue) cerca de la estación de Brixton y en una red de arcadas cubiertas adyacentes a los dos viaductos ferroviarios. Las galerías del mercado fueron declaradas edificios catalogados en 2009 a raíz de las controvertidas propuestas del consejo de Lambeth para reemplazarlas por un gran centro comercial al estilo estadounidense. El antiguo Brixton Oval se encuentra en el extremo sur con el Ayuntamiento de Lambeth, el Cine Ritzy, la Biblioteca Brixton Tate (con una estatua de Henry Tate en el exterior) y la iglesia de San Mateo. El espacio pasó a llamarse Windrush Square en 2010, en honor a los primeros migrantes caribeños de la zona y al HMT Empire Windrush, que en 1948 llevó a 492 pasajeros de Jamaica a Londres.
Brixton Road se remonta a la época romana cuando formaba parte del Camino Londres a Brighton (London to Brighton Way). El Río Effra solía ser visible cerca del ayuntamiento de Lambeth, pero ahora está bajo tierra y sirve como drenaje pluvial. Frente a Brixton Road en el extremo norte se encuentra la Christ Church de estilo neobizantino, inaugurada en 1902. Durante gran parte de su longitud, Brixton Road permanece bordeada por terrazas de casas del período de regencia que una vez formaron una fachada prácticamente continua desde Kennington a Brixton. Estos se habían convertido en lugares semi-abandonados en la década de 1970 cuando algunos fueron reemplazados, pero muchos fueron remodelados por el Consejo del Gran Londres, principalmente como viviendas sociales. Brixton Road forma parte de la carretera A23.

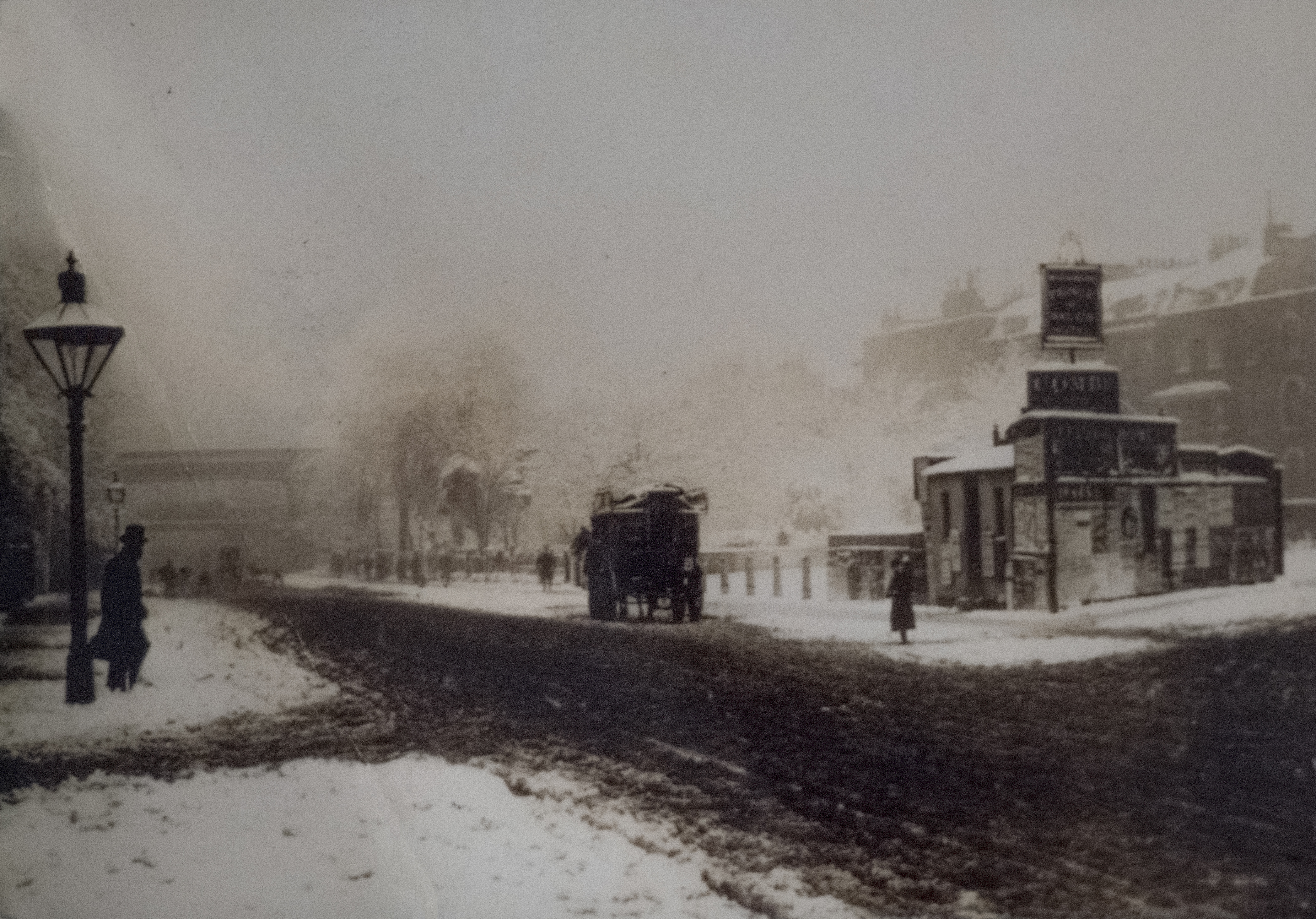
Brixton Road en 1883

En la novela de detectives de 1887 Estudio en escarlata (A Study in Scarlet), una casa abandonada en Brixton Road es la primera de las numerosas escenas del crimen que aparecen en los libros e historias de Sherlock Holmes.